# Hitra izdelava prototipov
Hitra izdelava prototipov (angleško Rapid prototyping), tudi znana kot izdelava trdnih prostih oblik, je avtomatska konstrukcija fizičnih objektov s 3D-tiskanjem, stereolitografskimi napravami ali sistemi selektivnega laserskega sintetiziranja… Prve tehnike hitre izdelave prototipa so bile na voljo v 80. letih 20. stoletja; tradicionalno bi naj proizvajale modele (prototipe). Dandanes so vse pogosteje uporabljene za proizvajanje orodij ali celo za izdelavo proizvodno kvalitetnih delov v manjšem številu. V zadnjem času se izdelki vse več uporabljajo tudi v zdravstvu. Številni kiparji pa uporabljajo modele hitro izdelanega prototipa v razstavah umetnosti.
Hitra izdelava prototipa uporablja virtualne načrte/risbe (iz računalniško podprtega načrta ali iz programske opreme animacijskega oblikovanja), jih obdeluje s transformacijo v preseke, še vedno virtualne, in nato oblikuje ali izdela vsak presek v fizičnem prostoru, enega za drugim, dokler model ni končan. To je »wysiwig« (what you see is what you get) proces-v prevodu: kar vidiš, to dobiš, kjer sta virtualni in fizični model skoraj identična. Proces je podoben zgradbi topografskega modela, kjer plasti odgovarjajo poviševanju v modelu.
Obstajata dve glavni metodi hitre izdelave prototipa, ki sta izpeljani iz podobnih pristopov v kiparstvu. V dodatnem izdelovanju prototipov, naprava bere podatke iz CAD risbe, in nanese zaporedne milimeter debele plasti tekoče plastike, plastike v prahu ali katerega drugega tehniškega materiala. Na tak način zgradi model iz dolge serije presekov. Te plasti, ki odgovarjajo virtualnemu preseku iz CAD modela so avtomatično zlepljene skupaj ali spojene (pogosto z uporabo laserja), da ustvarijo končno obliko. To je podobno starodavni tehniki izdelave lonca z navijanjem oz. z ovijanjem. Primarna prednost dodatne konstrukcije je, njena sposobnost, da ustvari skoraj vsako geometrijo (z izjemo zaprtih negativnih prostornin). Ena slaba stran pa je, da te naprave delajo majhne delce, tipično manjše kot motorni/strojni blok. Številna podjetja so gradila naprave z lestvicami, da bi se to opravljalo avtomatično, ampak večina raje trži izdelek kot napravo. 
Standardni vmesnik med CAD programsko opremo in napravami za hitro izdelavo prototipa je STL format. 
Napredki v tehnologiji dovoljujejo, da naprava uporablja številne materiale. To je pomembno, ker lahko uporabi en material, ki ima visoko tališče za končni izdelek, in drugi material, ki ima nizko tališče za polnilo, da se loči posamezne premikajoče se dele znotraj modela. 

## Procesi hitre izdelave prototipov
- Stereolitografija
- Selektivno lasersko sintranje - SLS
- Selektivno lasersko varjenje – LENS
- Ciljno nalaganje - FDM
- Polyjet postopek